# わかばかなめ
わかば かなめ（旧芸名：若葉 要、1969年12月23日 - ）は、日本の俳優・ナレーター。

## 来歴・人物
愛知県出身。血液型はAB型。所属事務所はドリーヴス（Dreave's）。かつては円谷プロダクション芸能部に所属した。
2012年より一般社団法人日本映画俳優協会 理事（理事継続中）。
地方公務員を経て、ナレーションを志し30代でこの道に入るが、仕事は映像が主。映画、CM、ドラマに活躍するが、近年は朗読をライフワークとする。
2004年11月、2006年4月には、銀座博品館劇場にて、2008年9月には、お江戸日本橋亭にて、「江戸に生きる会」主催の朗読会に参加。共演者は2004年三崎千恵子、斉藤こず恵、2006年加藤武（文学座）、丹阿彌谷津子、二木てるみ。 2008年は二木てるみ他。
2011年8月、平仮名表記の「わかば かなめ」に改名。

## 出演

### 映画
- ショートムービー「大切な言葉は、いつも遠く届かない」（2021年、蔵方政俊監督）　女医　船渡川美幸役
- ショートムービー「逢魔が時の人々」（2021年、溝口稔監督）　霧島弓子役
- 「劇場版 シグナル 長期未解決事件捜査班」（2021年、橋本一監督） 担当医役
- 「P子の空」 （2021年、佐野智樹監督） 村松みやび役
- 「美しすぎる議員」（2017年、 五藤利弘監督）池崎小枝子（自立センター相談員）役
- 「イタズラなKiss THE MOVIE 番外編 斗南篇」（2016年、 溝口稔監督） おばちゃん役
- 「強盗少女」（2014年、 菱沼康介監督） ミサキの母親役
- 「恋のプロトタイプ」（2014年、 中村公彦監督）つかさ役
- 「Ａｃｔｏｒ」（2014年、 土屋哲彦監督）　映画スタッフ（記録）役
- 「あいときぼうのまち」（2012年、 菅乃廣監督） 婦人警官役
- 「全く捨てられない女」（2012年、 賀川貴之監督） DV される妻 峰子役
- 「TheEARS(ジ・アーズ)」（2007年、中村拓武（中村拓） 監督）：第16回「レインダンス映画祭（ロンドン）」出品作品）農協職員 水島役
- 「風のダドゥ」（2006年、 中田新一監督）高柳慎也の母親役
- 「コンクリート」（2004年、 中村拓監督） 高校教師 桜井秀美役
- 「ウイニング・パス」（2003年、中田新一監督） 車いすバスケ選手 松谷の妻役
- 「BBK ベースボールキッズ」 （2002年、瀧澤正治監督 山倉順子役
- 「盲獣VS 一寸法師」 （2001年、石井輝男 監督） 女中 小松役
- 「狗神 INUGAMI」（2001年、原田眞人 監督）坊ノ宮の女衆役
- 「田園のユーウツ」（2000年、 川原圭敬監督） 自治会会員役

### 吹き替え
- 映画「カリーナの林檎〜チェルノブイリの森〜」日本語吹き替え版 （今関あきよし監督）　おばさん役

### 劇場アニメ
- 算法少女（2016年、外村史郎 監督） - 絵双紙屋の女将 おふくさん役　[1]

### ボイスドラマ
- オーディオドラマ「シンフォニー王国物語」（2020年、脚本・監督：溝口稔）　魔女役・王女役

### ナレーション
- シネマ080チャンネル「放送開始番宣用番組」（2004年）
- 千葉テレビ 「地上波デジタルワンセグ放送開始CM」（2006年、千葉テレビ）
- ドキュメンタリーシリーズWEB放送 ウルトラチャンネル「現場直送! スタッフ奮闘記」全8話（2006年、制作：CBC・円谷プロダクション）
- モク☆スペ「戦う小児外科医たち」番宣ナレーション（2008年）
- ドキュメンタリー映画「いのち耕す人々」劇場版予告編ナレーション（2008年、桜映画社）
- ドキュメンタリー番組「ザ・ドキュメンタリー 〜サバンナに癒されて〜」（2008年、テレビ東京）
- 「君津住宅」TVCM ナレーション（2013年8月〜1年間）

### テレビドラマ
- 伊藤潤二恐怖コレクション「墓標の町」（2000年9月30日、テレビ朝日、中西健二 監督）
- はみだし刑事情熱系 PART7 第6話（2003年2月12日、テレビ朝日、道木広志 監督） - 鑑識 役
- ウルトラQ dark fantasy 第10話「送り火」（2004年6月8日、テレビ東京、原田昌樹 監督） - 吉田看護婦 役
- 刑事部屋〜六本木おかしな捜査班〜（2005年、テレビ朝日、藤岡浩二郎 監督） - 坂本佐恵子 役
- 大学病院救命救急室 Vital Signs（2006年、BS-i、今泉吉孝 監督） - 金尾早苗 役
- 金曜エンタテイメント 岡部警部シリーズ1「倉敷殺人事件」（2006年9月1日、フジテレビ、武藤数顕 監督） - 婦人警官尾早苗 役
- 土曜ワイド劇場（テレビ朝日）
  - 検事・朝日奈耀子5（2006年11月11日、鷹森立一 監督）
    - 検事・朝日奈耀子17（2016年4月9日、津崎敏喜 監督） - 住民A 役
    - 検事・朝日奈耀子18（2016年11月12日、津崎敏喜 監督） - スナック店主 役
- 警視庁捜査ファイル さくら署の女たち 第2話（2007年7月18日、テレビ朝日、五木田亮一 監督） - 修道尼僧 役
- 月曜ゴールデン（TBS）
  - 万引きGメン・二階堂雪16（2007年12月24日、津崎敏喜 監督） - テレビリポーター 役
  - 捜し屋★諸星光介が走る!4（2008年6月2日、山田大樹 監督） - 同級生 役
  - おばさん会長・紫の犯罪清掃日記!ゴミは殺しを知っている8（2010年2月1日、伊藤寿浩 監督） - 近所の主婦 役
  - 弁護士高見沢響子11（2011年、堀川とんこう 監督） - 記者 役
    - 弁護士高見沢響子12（2013年） - 中島春子 役

  - 新 法廷荒らし 猪狩文助〜終の棲家〜（2015年3月16日、水谷俊之 監督） - 裁判官 役
- NHKスペシャル・最後の戦犯（2008年12月7日、NHK総合、柳川強 監督） - 岡田製陶所所員 役
- 水曜ミステリー9 夏樹静子サスペンス「湖に佇つ人〜鬼の棲む老舗旅館」（2009年1月28日、テレビ東京、堀川とんこう 監督） - 川田和恵 役
- 夏の秘密（2009年、フジテレビ、村松裕之監督） - 女性雑誌記者 役
- 臨場（2009年、テレビ朝日、伊藤寿浩監督） - ウエイトレス 役
- テレビ朝日開局55周年記念　山田太一ドラマスペシャル「時は立ちどまらない」（2014年2月22日、テレビ朝日、堀川とんこう 監督） - 商店街の女 役
- ドラマ10 サイレント・プア（2014年4月8日、NHK総合、伊勢田雅也 監督） - ボランティアの女 役
- 水曜ミステリー9 信州山岳刑事 道原伝吉4（2015年10月28日、テレビ東京、村松弘之 監督） - 主婦1 役
- 山田太一ドラマスペシャル「五年目のひとり」（2016年11月19日、テレビ朝日、堀川とんこう 監督） - パン屋の中年女性客 役
- 警視庁・捜査一課長 season1 第3話（2016年4月28日、テレビ朝日、濵龍也 監督） - 島岡文子 役
- プレミアムドラマ（NHK BSプレミアム）
  - 隠れ菊 第2話（2016年9月11日、伊藤匡史 監督） - 金沢の館の仲居 役
  - PTAグランパ2! 第4話（2018年4月29日、綾部真弥 監督） - Bの母親 役
  - 一億円のさようなら 第3話（2020年10月11日、BS4K） - 定食屋の店員 役
- オトナの土ドラ（フジテレビ）
  - とげ 小市民 倉永晴之の逆襲 第5話（2016年11月5日	、岡崎純一 監督） - クレーマー年女性 役
  - いつかこの雨がやむ日まで 第3話（2018年8月18日、雫石瑞穂 監督） - 女刑事 役
- 日曜ワイド 検事・朝日奈耀子19（2017年9月3日、テレビ朝日、津崎敏喜 監督） - 夏野美紗子の姉 役
- 月曜名作劇場（TBS）
  - 信濃のコロンボ4（2017年4月24日、中前勇児 監督） - 中年女性 役
    - 信濃のコロンボ5（2017年11月20日） - 甘利知美 役

  - 警視庁機動捜査隊216 8（2017年9月4日、児玉宜久 監督） - 添田弁護士 役
- 相棒 season16 元日SP（2018年1月1日、テレビ朝日、内片輝 監督） - 富樫航太の母 役
- BG〜身辺警護人〜 第2話（2018年1月25日、テレビ朝日、常廣丈太 監督） - 源付みつほ 役
- 金曜8時のドラマ 特命刑事 カクホの女 第1シリーズ 第6話（2018年3月2日、テレビ東京、本田隆一 監督） - 工藤美由紀 役
- 木曜ドラマ 探偵が早すぎるSP 前編（2019年12月13日、読売テレビ・日本テレビ、瑠東一郎 監督） - カフェ店長 役
- 月曜プレミア8 （テレビ東京）
  - 当番弁護士 梶原藤子の事件ファイル（2020年6月22日）- 加山薫 役
  - 今野敏サスペンス 機捜235III（2022年5月16日）- 須田夏子 役

### CM
- 全日空　「ビジネスクラス」篇
- 統一紅茶 「面接」篇（中国・台湾のみオンエア）
- 静岡新聞 「公園デビュー」篇（ディレクター：川西純）
- シャープ AQUOS 「部屋は環境です」篇 （ディレクター：川西純）
- NTTドコモ東海
- NTTドコモ長野
- アサヒ飲料 十六茶
- 東邦ガス 「ガスはすごいことになっている」篇
- 四国ガス 「ガスはすごいことになっている」篇
- NTTタウンページ 「ペーイチ・ページ」篇（ディレクター：川西純）
- 浅田飴 「OL」篇
- Canon
- 四国電力　オール電化「意外と簡単」篇
- ユニ・チャーム　ライフリー さわやかパッド「座談会」 篇
- Ｑｏｏ１０「ネットショッピング王座決定戦」篇
- 大樹生命「検診しながらリレーメッセージ」篇

### 舞台
- 夏アクターズスタジオ公演 六羽のかもめ
- 海燕隊公演 ホステス殺人事件
- エンギシャシアターカンパニー公演 天国の朴
- レクラム舎公演 仙人のくれた不思議なずきん
- 恋するヘルニア〜紙相撲に愛を込めて〜（作・演出：石川均）
- アーバンアクターズ公演 林檎（演出：二家本辰己）
- 仁義なき戦い（監修・神波史男、作・演出：井上誠吾）
- 劇団アルファー公演「陽炎」（作・演出：時風静恵）

### 朗読
- 夜、消える - 藤沢周平 作、主催：江戸に生きる会 （2004年）
- 片葉の芦 - 宮部みゆき 作、主催：江戸に生きる会 （2006年）
- 鬼子母火 - 宮部みゆき 作、主催：江戸に生きる会 （2008年）
- 晩秋 - 山本周五郎作、主催：江戸に生きる会 （2010年）

### 司会
- 大江戸・両国伝統祭 - メイン司会（2012.10第7回〜現在レギュラー） 企画：江戸に生きる会 、主催：大江戸・両国伝統祭プロジェクト
- 春の大江戸・両国伝統祭 - メイン司会（2014年〜現在レギュラー） 企画：江戸に生きる会 、主催：大江戸・両国伝統祭プロジェクト
- 大江戸・両国ミニ伝統祭 with（善光寺回向院出開帳）2013年 - 司会 企画：江戸に生きる会 、主催：両国シティコア